# دانيال راميريز
دانيال راميريز (بالإسبانية: Daniel Ramírez)‏ هو سباح مكسيكي، ولد في 21 ديسمبر 1992 في ارموسييو سونورا في المكسيك.

## وصلات خارجية
- دانيال راميريز على موقع الاتحاد الدولي للسباحة (الإنجليزية)
- دانيال راميريز على موقع SwimRankings.net (الإنجليزية)